# Боз-Булун
Боз-Булун (кирг. Боз-Булун) — село в Ак-Суйском районе Иссык-Кульской области Кыргызстана. Входит в состав Кара-Джалского аильного округа. Код СОАТЕ — 41702 205 812 04 0.

## Население
По данным переписи 2009 года, в селе проживало 1186 человек.